# Окіп (Лубенський район)
Окі́п — село в Україні, у Лубенській громаді Лубенського району Полтавської області. Населення становить 579 осіб. Колишній орган місцевого самоврядування — Окіпська сільська рада.

## Географія
Село Окіп знаходиться на правому березі річки Сулиця, вище за течією на відстані 3 км розташоване село Ждани, нижче за течією на відстані 8 км розташоване село Висачки.

## Історія
Під час проведеного радянською владою Голодомору 1932—1933 років померло щонайменше 247 жителів села.
12 червня 2020 року, відповідно до розпорядження Кабінету Міністрів України № 721-р «Про визначення адміністративних центрів та затвердження територій територіальних громад Полтавської області», село увійшло до складу Лубенської міської громади.
19 липня 2020 року, в результаті адміністративно - територіальної реформи та ліквідації Лубенського району(1923-2020), село увійшло до складу новоутвореного Лубенського району.

## Населення
Згідно з переписом УРСР 1989 року чисельність наявного населення села становила 646 осіб, з яких 273 чоловіки та 373 жінки.
За переписом населення України 2001 року в селі мешкало 575 осіб.

### Мова
Розподіл населення за рідною мовою за даними перепису 2001 року:
| Мова       | Відсоток |
| ---------- | -------- |
| українська | 97,24 %  |
| російська  | 2,59 %   |
| білоруська | 0,17 %   |

## Економіка
- Молочно-товарна ферма.
- «Окіп», ТОВ.

## Об'єкти соціальної сфери
- Школа І-ІІ ст.

## Відомі люди

### Народились
- Червоненко Степан Васильович — український радянський компартійний діяч, дипломат. Депутат Верховної Ради УРСР 4-5-го скликань. Депутат Верховної Ради СРСР 5-го і 11-го скликань. Член ЦК КПРС в 1961 — 1989 р. Кандидат філософських наук (1949).